# Brazádo
Brazádo war ein spanisches Längenmaß auf den Kanarischen Inseln. Das Maß entsprach der Klafter und bedeutete, „das mit beiden Armen umfasst werden kann“. Estado war das etwa 20 Zentimeter kleinere Maß auf dem Festland.
- 1 Brazádo = 2 1/6 Varas = 6 ½ Pies = 1,82433 Meter (1,83724 Meter[1])

Als Flächenmaß Brazádo oder Braza war das Maß auch auf den Inseln
- 1 Braza = 0,032802 Ar